# مثلث ون آرکل-کتلار
مثلث پیوند یا مثلث ون آرکل-کتلار (نام گذاری به افتخار آنتون ادوارد ون آرکل و J.A.A کتلار) یکی از ابزارهای مهم در شیمی مدرن است که در ترکیبات دوتایی برای توصیف پیوندهای شیمیایی استفاده می‌شود. این مدل ساده، ارتباط میان سه نوع اصلی پیوند شیمیایی - یونی، کووالانسی و فلزی - را نشان می‌دهد و به شیمی‌دانان کمک می‌کند تا درک بهتری از ماهیت پیوندهای شیمیایی و ساختار مواد داشته باشند.

## تاریخچه
مثلث ون آرکل در نیمه اول قرن بیستم طراحی شد. این مدل نتیجه پیشرفت در نظریه‌های علم مواد و توسعه مفاهیم الکترونگاتیوی بود. پایه‌گذاری این مدل به پیشرفت‌های علمی در زمینه‌های مختلف، از جمله نظریه‌های پیوند شیمیایی، بازمی‌گردد.
پیوند یونی:
نظریه پیوند یونی اولین بار توسط هلمهولتز در سال ۱۸۸۱ ارائه شد. او از قوانین فارادی در الکترولیز الهام گرفت. شیمی‌دانان برجسته‌ای مانند لوئیس، بورن، و فایانس نیز در تکمیل این نظریه نقش داشتند. ون آرکل و دی بوئر در سال ۱۹۲۹ توصیف دقیقی از پیوند یونی ارائه کردند.
پیوند کووالانسی:

مثلث ون- آرکل

این نظریه در اوایل قرن بیستم توسط شیمی‌دانانی مانند جی جی تامسون، ویلیام رمزی و گیلبرت لوئیس توسعه یافت.
مقاله مشهور لوئیس در سال ۱۹۱۶ پایه‌گذار نظریه پیوند کووالانسی بود.
پیوند فلزی:
نظریه پیوند فلزی کمتر از دو نوع دیگر مورد توجه قرار گرفته است زیرا که این پیوند به دلیل ماهیت پیچیده ترکیبات بین‌فلزی و آلیاژها چالش‌برانگیز بوده است.
لوئیس در سال ۱۹۱۳ این نوع پیوند را به‌عنوان مدلی مستقل معرفی کرد.

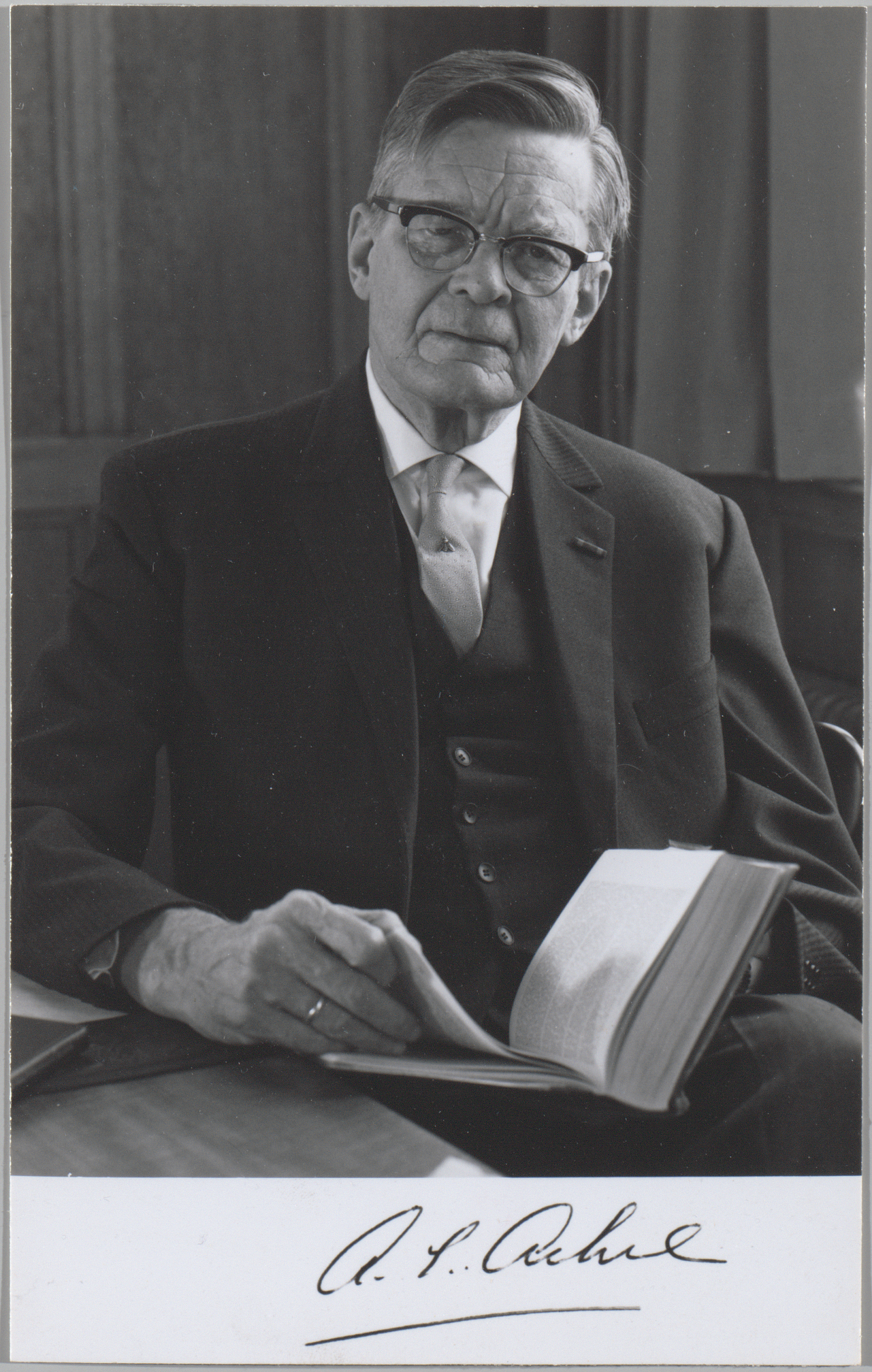
آنتون ادوارد ون آرکل

## طراحی مثلث ون آرکل
اولین نسخه از مثلث ون آرکل در سال ۱۹۴۱ توسط آنتون ادوارد ون آرکل در کتابی با عنوان مولکول‌ها و کریستال‌ها معرفی شد. نسخه اولیه این مدل تنها پیوندهای میانی روی اضلاع مثلث را بررسی می‌کرد. در سال ۱۹۴۷، همکار ون آرکل، کتلار، این مدل را گسترش داد و ترکیبات داخل مثلث را نیز تحلیل کرد.
در سال ۱۹۴۱ ون آرکل سه نوع ماده افراطی و مواد مرتبط با آن هارا شناسایی کرد. او با استفاده از ۳۶ عنصر گروه اصلی، شامل فلزات، نافلزات و شبه فلزات، پیوندهای یونی، فلزی و کووالانسی را در گوشه‌های یک مثلث متساوی الاضلاع قرار داد. او گونه‌های میانی را نیز پیشنهاد کرد. این مثلث بیانگر این است که پیوندهای شیمیایی فقط پیوندهایی از یک نوع خاص نیستند؛ بلکه نوع پیوندها با هم در ارتباط اند. ترکیبات مختلف درجات مختلفی از ویژگی‌های پیوندی متفاوت دارند. (به عنوان مثال، پیوندهای کووالانسی با ویژگی یونی قابل توجه، پیوندهای کووالانسی قطبی نامیده می‌شوند). شش سال بعد، در سال ۱۹۴۷، کتلار ایده ون آرکل را با افزودن ترکیبات بیشتر گسترش داد. او همچنین پیوندهای مختلف را روی اضلاع مثلث توسعه داد.

## گسترش
بسیاری از مردم این ایده را گسترش داده‌اند. برخی (برای مثال مثلث کمیتی آلن) از آرایش الکترونی الکترون به عنوان پارامتر اتمی استفاده کردند، برخی دیگر (مثلث کمیتی جنسن، مثلث کمیتی نورمن) از الکترونگاتیوی ترکیب‌ها استفاده کردند. امروزه از مثلث‌های الکترونگاتیوی بیشتر برای رتبه‌بندی نوع پیوند شیمیایی استفاده می‌شود. در سال ۱۹۸۰، بیل جنسن از دانشگاه سینسیناتی مثلث ون آرکل را به صورت کمی توسعه داد. او از مقیاس‌های مختلف الکترونگاتیوی برای بررسی محدودیت‌ها و پیش‌بینی ساختار و خواص ترکیبات استفاده کرد.

## نظریه و ساختار
مثلث ون آرکل برای ترکیبات دوتایی طراحی شده است و از دو محور اصلی تشکیل می‌شود:
محور افقی (x): این محور میزان محلی بودن الکترون‌ها را نشان می‌دهد.
سمت چپ: عناصر با الکترون‌های غیرمحلی (مانند فلزات).
سمت راست: عناصر با الکترون‌های محلی (مانند غیر فلزات کووالانسی).
محور عمودی (y): این محور نشان‌دهنده میزان عدم تقارن در توزیع الکترون‌ها بین دو اتم است.
پایین مثلث: اتم‌هایی با الکترونگاتیوی مشابه که توزیع الکترون‌ها متقارن است.
بالای مثلث: اتم‌هایی با اختلاف زیاد در الکترونگاتیوی که منجر به پیوند یونی می‌شود.

## نقاط کلیدی در مثلث
گوشه چپ پایین: نمایانگر پیوند فلزی است که در آن الکترون‌ها به‌طور کامل غیرمحلی هستند. فلز سزیم یک نمونه از این حالت است.
گوشه راست پایین: نمایانگر پیوند کووالانسی است که در آن الکترون‌ها به‌طور کامل محلی هستند. فلورین نمونه‌ای از این حالت است.
راس مثلث: نشان‌دهنده پیوند یونی است که در آن اختلاف الکترونگاتیوی بین دو اتم حداکثر است. ترکیب سزیم فلوراید (CsF) نمونه‌ای از این حالت است.

## تحلیل ترکیبات
برای استفاده از مثلث ون آرکل، دو مقدار محاسبه می‌شود:
میانگین مقادیر الکترونگاتیوی عناصر:
این مقدار موقعیت ترکیب روی محور افقی (x) را مشخص می‌کند.
اختلاف مقادیر الکترونگاتیوی عناصر:
این مقدار موقعیت ترکیب روی محور عمودی (y) را تعیین می‌کند.

## روش‌های ترسیم[۳]
محاسبهٔ مستقیم:
میانگین مقادیر الکترونگاتیوی به‌عنوان x و اختلاف این مقادیر به‌عنوان y محاسبه می‌شود.
روش هندسی:
خطوطی از نقاط مربوط به عناصر روی محور افقی کشیده می‌شود که با اضلاع مثلث موازی هستند. محل تقاطع این خطوط موقعیت ترکیب را نشان می‌دهد.

## کاربردها[۲]
مثلث ون آرکل چندین کاربرد علمی و عملی دارد که شامل موارد زیر است:
- توضیح پیوندهای میانی:

بسیاری از ترکیبات شیمیایی به‌طور کامل در دسته‌بندی‌های یونی، کووالانسی یا فلزی قرار نمی‌گیرند. مثلث ون آرکل نشان می‌دهد که پیوندها به‌صورت پیوسته بین این حالت‌های ایده‌آل قرار دارند.
- پیش‌بینی خواص ترکیبات:

محل ترکیب روی مثلث به‌طور تقریبی نوع پیوند و برخی خواص مانند رسانایی الکتریکی را پیش‌بینی می‌کند. ترکیبات نزدیک به گوشه فلزی معمولاً رسانا هستند، در حالی که ترکیبات میانی ممکن است نیمه‌رسانا باشند.
- درک بهتر از پیوندهای شیمیایی:

این مدل به‌طور بصری نشان می‌دهد که پیوندهای شیمیایی خالص نیستند و طیفی از ویژگی‌ها بین سه حالت اصلی وجود دارد.
- مطالعه خواص الکتریکی:

ترکیبات نزدیک به گوشه فلزی مثلث معمولاً رسانای الکتریسیته هستند. همچنین، برخی ترکیبات در ناحیه‌های خاصی از مثلث ممکن است خاصیت نیمه‌رسانایی داشته باشند.

## محدودیت‌ها[۲]
با وجود کاربردهای گسترده، مثلث ون آرکل دارای محدودیت‌هایی است:
- عدم پیش‌بینی ساختار دقیق ترکیبات:

ساختار مواد به عواملی مانند استوکیومتری و پیکربندی الکترونی وابسته است که در این مدل لحاظ نمی‌شوند.
- عدم توضیح آلوتروپ‌ها:

آلوتروپ‌های یک عنصر (مانند گرافیت و الماس) با وجود خواص متفاوت، مقدار الکترونگاتیوی یکسانی دارند.
- حالات اکسایش مختلف:

در ترکیباتی مانند کلرید سرب، نوع پیوند با تغییر حالت اکسایش عنصر تغییر می‌کند. این مدل توانایی توضیح چنین تغییراتی را ندارد.
- محدودیت در پیش‌بینی خواص الکتریکی:

خواص الکتریکی ترکیبات به عوامل دیگری مانند ساختار بلوری و حرکت الکترون‌ها بستگی دارد که در این مدل در نظر گرفته نمی‌شوند.

## استفاده
ترکیبات مختلفی که از قاعده هشتگانه (عناصر گروه sp و هیدروژن) پیروی می‌کنند، می‌توانند در مثلث ون آرکل-کتلار قرار گیرند. با این حال، عناصر گروه d به دلیل الکترونگاتیویته بسیار بالای خود، قابل بررسی با این روش نیستند، زیرا مقدار الکترونگاتیویته آن‌ها تقریباً ثابت در نظر گرفته می‌شود. برای بررسی نوع پیوند غالب بین ترکیبات، می‌توان از نموداری استفاده کرد که در آن میانگین الکترونگاتیویته دو ترکیب روی محور x و تفاوت الکترونگاتیویته روی محور y قرار دارد. در سمت راست (از یونی تا کووالانسی) باید ترکیباتی با تفاوت الکترونگاتیوی متفاوت باشد. ترکیبات با الکترونگاتیوی برابر، مانند Cl 2 (کلر) در گوشه مرتبط با کووالانسی قرار می‌گیرند، در حالی که گوشه یونی دارای ترکیباتی با اختلاف الکترونگاتیوی زیاد است، مانند NaCl (نمک خوراکی). قسمت پایینی (از فلزی تا کووالانسی) حاوی ترکیباتی با درجه جهت متفاوت در پیوند است.
در یک سوی طیف، پیوندهای فلزی با پیوندهای غیرمتمرکز قرار دارند و در سوی دیگر، پیوندهای کووالانسی که در آن‌ها اوربیتال‌ها به‌صورت جهت‌دار با یکدیگر هم‌پوشانی دارند. سمت چپ (از یونی تا فلزی) برای پیوندهای غیرمتمرکز با تفاوت الکترونگاتیویته متغیر در نظر گرفته شده است.

## تئوری
مثلث ون آرکل-کتلار شامل ترکیبات دوتایی است که می‌توانند به یکدیگر متصل شوند. یکی از ساده‌ترین روش‌ها برای کمی‌سازی مثلث ون آرکل-کتلار این است که تفاوت مقادیر الکترونگاتیویته دو عنصر در ترکیب (محور y) که به آن پارامتر یونیسیته (I) نیز گفته می‌شود را در مقابل میانگین مقادیر الکترونگاتیویته دو عنصر در ترکیب (محور x) که به آن پارامتر کووالانسی (C) گفته می‌شود، رسم کنیم.

## چرخش‌ها و بازتاب‌های مثلث
ایدهٔ «مثلث پیوند» با سه گوشهٔ فلزی، یونی و کووالانسی بسیار متنوع است و می‌توان آن را به روش‌های مختلفی گسترش داد. در مثلث اصلی ون آرکل: مکان پیوند کووالانسی در پایین سمت چپ، محل پیوند یونی در بالا و مکان پیوند فلزی در پایین سمت راست قرار دارد، در حالی که در مثلث کتلار: کووالانسی در پایین سمت چپ، فلزی در بالا و یونی در پایین سمت راست دیده می‌شود. از نظر هندسی، شش روش برای ساخت مثلث‌ها از طریق چرخش و بازتاب وجود دارد.